# Markea longiflora
Espèce
Markea longiflora est une espèce de plantes lianescente et épiphyte de la famille des Solanaceae. Elle se retrouve en sous-bois ou en lisière forestière, dans tout le bassin amazonien par taches assez isolées.